# Örsjö IF
Örsjö Idrottsförening (ÖIF) är en idrottsförening med främst fotboll på programmet. Föreningen kommer från samhället Örsjö, Nybro kommun i Kalmar län, Småland. Hemmaplanen heter Strandängens Idrottsplats. Klubbfärgerna är grönt/vitt och representationslaget (se nedan) spelar i gröna tröjor, gröna shorts och vita strumpor. Bortastället är blått-blått-blått.
ÖIF bildades 1926 och har i nuläget ett seniorlag i Division 6 Emmaboda.